# Belasting in de Verenigde Arabische Emiraten
De Verenigde Arabische Emiraten is een federatie van zeven emiraten. Het land heeft autonome emiraten en lokale overheden. De Verenigde Arabische Emiraten heeft geen afgedwongen federale inkomstenbelasting. Alleen buitenlandse banken en oliemaatschappijen moeten belasting betalen.

## Belastingen
De Verenigde Arabische Emiraten heeft geen belasting, met buitenlandse banken en oliemaatschappijen als uitzondering. Buitenlandse banken moeten in de emiraten Abu Dhabi, Dubai en Sarjah 20 procent inkomstenbelasting betalen. Dit geldt alleen als het in dat emiraat is verdiend. De inkomstenbelasting voor oliemaatschappijen is 50 procent in Dubai en 55 procent in de overige emiraten.
In de Verenigde Arabische Emiraten zijn ook gemeentelijke belastingen. Er is belasting op de huur van residentiële gebouwen, deze bedraagt vijf procent, voor commerciële gebouwen is het tien procent.